# Innerthal
Innerthal (toponimo tedesco; fino al 1888 Hinterwäggithal) è un comune svizzero di 193 abitanti del Canton Svitto, nel distretto di March; si affaccia sul lago Wägitalersee formato dalla diga di Schräh.